# Noura Hussein
Pour les articles homonymes, voir Hussein.
Noura Hussein (arabe : نورة حسين حماد) est une femme soudanaise condamnée à la peine de mort le 10 mai 2018 pour le meurtre de son mari violent alors qu'elle était en état de légitime défense. Sous l'influence de l'opinion internationale, sa peine est commuée en peine de prison dont elle sort en 2021.

## Biographie
Originaire de l'état de Gezira, dans le Sud du Soudan, Noura Hussein souhaite devenir enseignante.

### Mariage forcé et meurtre
Sa famille organise un mariage forcé à ses 15 ou 16 ans. Elle se réfugie pendant trois ans chez sa tante pour y échapper, avant d'être piégée par sa famille et mariée de force au cours d'une cérémonie publique. Refusant de consommer le mariage, son mari la viole cinq jours après avec l'aide de membres de sa famille qui la maintiennent dans son lit,,. Selon son témoignage, elle place ensuite un couteau sous son oreiller. Le lendemain, il tente à nouveau de la violer en la menaçant d'un couteau.  Elle le poignarde à mort. Elle recherche de l'aide auprès de sa famille, qui la livre aux autorités.

### Procès et jugement
Noura Hussein est incarcérée à la prison pour femmes d'Omdurman à partir de mai 2017. La famille de son mari refuse la possibilité d'accorder son pardon à Hussein ainsi qu'une compensation financière, proposée comme alternative à la condamnation à mort de Noura Hussein, malgré les conseils du juge. Noura Hussein est condamnée à mort pour meurtre intentionnel,. Le cas suscite l'indignation internationale,. Les défenseurs de Noura Hussein ont deux semaines pour faire appel. En juin 2018, la condamnation à mort est commuée à cinq ans de prison ferme assortis d'un « prix du sang » de 337 000 livres soudanaises (soit environ 16 000 euros).

#### Réactions internationales
Amnesty International décrit la condamnation à mort comme une « cruauté intolérable » qui met en lumière l'échec des autorités soudanaises à traiter les problèmes de viol conjugal et de mariage forcé
,. Au Soudan, les enfants peuvent être mariés à partir de l'âge de 10 ans et le viol conjugal n'est pas reconnu par la loi
. Des pétitions en ligne en faveur de clémence ont recueilli de nombreux signataires, plus d'un million selon Time, qui note également la participation de Naomi Campbell, de Mira Sorvino et de Emma Watson dans la campagne internationale Le HCDH, l'Union européenne, et l'ONU Femmes ont également demandé la clémence auprès du gouvernement
,.

#### Réactions nationales
Les services de sécurité ont empêché des avocats de Noura Hussein de faire une conférence de presse le 16 mai 2018, et ont dispersé une manifestation de ses soutiens le 19 mai 2018 pour manque de permis.

### Devenir
Après avoir envisagé des études de droits pendant son incarcération, comptant sur le soutien des personnalités internationales sans que cette aide ne devienne concrète, elle achève finalement ses études et se marie avec son cousin après sa sortie de prison.